# Pealius quercus
Pealius quercus là một loài côn trùng cánh nửa trong họ Aleyrodidae, phân họ Aleyrodinae.
Pealius quercus được Signoret miêu tả khoa học đầu tiên năm 1868.